# Baudenkmale in Niedersachsen
Die Denkmaltopographie der Bundesrepublik Deutschland – Baudenkmale in Niedersachsen ist eine Buchreihe, die vom Niedersächsischen Landesamt für Denkmalpflege herausgeben wird, das nach dem Niedersächsischen Denkmalschutzgesetz alle Kulturdenkmäler in Niedersachsen erfasst, dokumentiert und erforscht.

## Beschreibung
Die Inventarisation der niedersächsischen Kulturdenkmäler reicht in das 19. Jahrhundert zurück. Bereits in dieser Zeit hat die staatliche Denkmalpflege die wissenschaftliche Erfassung der Kulturdenkmale und deren Publikation als eine Voraussetzung für ihren Schutz und für Erhaltungsmaßnahmen angesehen.
Hector Wilhelm Heinrich Mithoff legte mit seinen Werken wie Archiv für Niedersachsens Kunstgeschichte. Eine Darstellung mittelalterlicher Kunstwerke in Niedersachsen und nächster Umgebung (1849–1862) und Kunstdenkmale und Alterthümer im Hannoverschen (1871–1880) von der Mitte des 19. Jahrhunderts an die Grundlage für die Inventarisation.
Vom Ende des 19. Jahrhunderts bis in die 1920er Jahre erschienen die von Carl Wolff geprägten Bände Die Kunstdenkmäler der Provinz Hannover.
Die in den 1930er Jahren herausgebrachten Topographien trugen ebenfalls den Titel Die Kunstdenkmäler der Provinz Hannover und wurden von Arnold Nöldeke geprägt.
Die heutige Inventarisation erfolgt im Rahmen der von der Ständigen Konferenz der Kultusminister der Länder empfohlenen Denkmaltopographie Bundesrepublik Deutschland, deren Herausgabe 1971 von der Vereinigung der Landesdenkmalpfleger in der Bundesrepublik Deutschland beschlossen wurde.
Die einzelnen Bände der Buchreihe zu Baudenkmalen in Niedersachsen haben einen dreiteiligen Aufbau. Die Einleitung stellt die baugeschichtliche Entwicklung des Gebietes dar. Im kartografischen Teil ist die Lage des Kulturdenkmals in der topografischen Situation verzeichnet. Dem schließt sich ein beschreibender Text- und Bildbereich an. Darin werden die Baudenkmale charakterisiert und es wird ihr geschichtlicher, künstlerischer oder städtebaulicher Denkmalwert erläutert.
Die einzelnen Bände der Buchreihe liegen in der Druckausgabe vor. Seit 2019 sind fast alle Bände online gestellt. Diese digitalisierte Form bietet die Universitätsbibliothek Heidelberg in ihren Heidelberger historischen Beständen an.

## Liste
Bisher sind folgende Bände erschienen oder geplant:
| Band | Titel                                   | Bearbeiter/Herausgeber                                                   | Verlag, Erscheinungsort und -jahr                     | Online |
| ---- | --------------------------------------- | ------------------------------------------------------------------------ | ----------------------------------------------------- | ------ |
| 1.1  | Stadt Braunschweig, Teil 1              | Wolfgang Kimpflinger                                                     | CW Niemeyer Buchverlage, Braunschweig, 1993           | Online |
| 1.2  | Stadt Braunschweig, Teil 2              | Wolfgang Kimpflinger                                                     | CW Niemeyer Buchverlage, Braunschweig, 1996           | Online |
| 2    | Stadt Salzgitter/Landkreis Peine        |                                                                          |                                                       |        |
| 3    | Stadt Wolfsburg/Landkreis Helmstedt     |                                                                          |                                                       |        |
| 4    | Landkreis Gifhorn                       |                                                                          |                                                       |        |
| 5.1  | Stadt Göttingen                         | Ilse Rüttgerodt-Riechmann                                                | Vieweg Verlag, Braunschweig, 1982                     | Online |
| 5.2  | Landkreis Göttingen, Teil 1             | Peter Ferdinand Lufen                                                    | CW Niemeyer Buchverlage, Hameln, 1993                 | Online |
| 5.3  | Landkreis Göttingen, Teil 2             | Peter Ferdinand Lufen                                                    | CW Niemeyer Buchverlage, Hameln, 1997                 | Online |
| 6    | Landkreis Goslar                        |                                                                          |                                                       |        |
| 7.1  | Landkreis Northeim, Teil 1              | Christian Kämmerer, Peter Ferdinand Lufen                                | CW Niemeyer Buchverlage, Hameln, 2002                 | Online |
| 7.2  | Landkreis Northeim, Teil 2              | Christian Kämmerer, Thomas Kellmann, Peter Ferdinand Lufen               | E. Reinhold Verlag, Altenburg, 2018                   |        |
| 7.3  | Stadt Einbeck                           | Thomas Kellmann                                                          | Michael Imhof Verlag, Petersberg, 2017                |        |
| 7.4  | Stadt Einbeck – Hausstellen-Katalog     | Thomas Kellmann                                                          | Michael Imhof Verlag, Petersberg, 2019                |        |
| 8    | Landkreis Osterode a. Harz              |                                                                          |                                                       |        |
| 9.1  | Stadt Wolfenbüttel                      | Etta Pantel                                                              | Vieweg Verlag, Braunschweig/Wiesbaden, 1983           | Online |
| 9.2  | Landkreis Wolfenbüttel                  |                                                                          |                                                       |        |
| 10.1 | Stadt Hannover, Teil 1                  | Wolfgang Neß, Ilse Rüttgerodt-Riechmann, Gerd Weiß, Marianne Zehnpfennig | Vieweg Verlag, Braunschweig/Wiesbaden, 1983           | Online |
| 10.2 | Stadt Hannover, Teil 2                  | Wolfgang Neß, Ilse Rüttgerodt-Riechmann, Gerd Weiß                       | Vieweg Verlag, Braunschweig/Wiesbaden, 1985           | Online |
| 11   | Landkreis Diepholz                      |                                                                          |                                                       |        |
| 12   | Landkreis Hameln-Pyrmont                |                                                                          |                                                       |        |
| 13.1 | Landkreis Hannover, Teil 1              | Henner Hannig                                                            | Vieweg Verlag, Braunschweig/Wiesbaden, 1988           | Online |
| 13.2 | Region Hannover, Teil 2                 | Carolin Krumm                                                            | CW Niemeyer Buchverlage, Hameln, 2005                 | Online |
| 14.1 | Stadt Hildesheim                        | Anke Twachtmann-Schlichter                                               | CW Niemeyer Buchverlage, Hameln, 2007                 | Online |
| 15   | Landkreis Holzminden                    |                                                                          |                                                       |        |
| 16   | Landkreis Nienburg (Weser)              |                                                                          |                                                       |        |
| 17   | Landkreis Schaumburg                    |                                                                          |                                                       |        |
| 18.1 | Stadt Celle                             |                                                                          |                                                       |        |
| 18.2 | Landkreis Celle                         | Petra Sophia Zimmermann                                                  | CW Niemeyer Buchverlage, Hameln, 1994                 | Online |
| 19   | Landkreis Cuxhaven                      | Doris Böker                                                              | CW Niemeyer Buchverlage, Hameln, 1997                 | Online |
| 20   | Landkreis Harburg                       |                                                                          |                                                       |        |
| 21   | Landkreis Lüchow-Dannenberg             | Falk-Reimar Sänger                                                       | CW Niemeyer Buchverlage, Braunschweig/Wiesbaden, 1986 | Online |
| 22.1 | Stadt Lüneburg                          | Doris Böker                                                              | Michael Imhof Verlag, Petersberg, 2010                | Online |
| 22.2 | Landkreis Lüneburg                      | Gerd Weiß                                                                | Vieweg Verlag, Braunschweig/Wiesbaden, 1981           | Online |
| 23   | Landkreis Osterholz                     |                                                                          |                                                       |        |
| 24   | Landkreis Rotenburg (Wümme)             |                                                                          |                                                       |        |
| 25   | Landkreis Soltau-Fallingbostel          | Etta Pantel                                                              | CW Niemeyer Buchverlage, Hameln, 2001                 | Online |
| 26.1 | Landkreis Stade                         | Heike Albrecht                                                           | CW Niemeyer Buchverlage, Hameln, 1997                 | Online |
| 26.2 | Städte Stade und Buxtehude              |                                                                          |                                                       |        |
| 27   | Landkreis Uelzen                        | Wilhelm Lucka                                                            | Vieweg Verlag, Braunschweig/Wiesbaden, 1984           | Online |
| 28   | Landkreis Verden                        |                                                                          |                                                       |        |
| 29   | Stadt Delmenhorst                       |                                                                          |                                                       |        |
| 30   | Stadt Emden/Landkreis Aurich            |                                                                          |                                                       |        |
| 31.1 | Stadt Oldenburg                         | Doris Böker                                                              | CW Niemeyer Buchverlage, Hameln, 1993                 | Online |
| 31.2 | Landkreis Oldenburg                     |                                                                          |                                                       |        |
| 32.1 | Stadt Osnabrück                         | Christian Kämmerer                                                       | Braunschweig/Wiesbaden, 1988                          | Online |
| 32.2 | Landkreis Osnabrück                     |                                                                          |                                                       |        |
| 33   | Stadt Wilhelmshaven/Landkreis Friesland |                                                                          |                                                       |        |
| 34   | Landkreis Ammerland                     |                                                                          |                                                       |        |
| 35   | Landkreis Cloppenburg                   |                                                                          |                                                       |        |
| 36   | Landkreis Emsland                       |                                                                          |                                                       |        |
| 37   | Landkreis Grafschaft Bentheim           |                                                                          |                                                       |        |
| 38   | Landkreis Leer                          |                                                                          |                                                       |        |
| 39   | Landkreis Vechta                        |                                                                          |                                                       |        |
| 40   | Landkreis Wesermarsch                   |                                                                          |                                                       |        |
| 41   | Landkreis Wittmund                      |                                                                          |                                                       |        |